# شون ماثياس
شون ماثياس (بالإنجليزية: Sean Mathias)‏ هو كاتب سيناريو ومخرج وممثل بريطاني، ولد في 14 مارس 1956 في المملكة المتحدة.

## ترشيحات
- جائزة توني لأفضل إخراج مسرحي [الإنجليزية]‏ (1995)

## وصلات خارجية
- شون ماثياس على موقع IMDb (الإنجليزية)
- شون ماثياس على موقع ألو سيني (الفرنسية)
- شون ماثياس على موقع أول موفي (الإنجليزية)
- شون ماثياس على موقع قاعدة بيانات برودواي على الإنترنت (الإنجليزية)
- شون ماثياس على موقع قاعدة بيانات الأفلام السويدية (السويدية)
- شون ماثياس على موقع قاعدة بيانات الفيلم (الإنجليزية)
- شون ماثياس على موقع كينوبويسك (الروسية)